# Giuseppe Pavoncelli
Giuseppe Pavoncelli (Cerignola, 24 agosto 1836 – Napoli, 2 maggio 1910) è stato un politico italiano.

## Biografia
Appartenente alla famiglia pugliese dei conti Pavoncelli, fu Ministro dei lavori pubblici del Regno d'Italia nel Governo di Rudinì IV.
Latinfondista, durante la sua attività politica si spese molto per l'acquedotto pugliese, diventato nel 1906 presidente del Consiglio di Amministrazione del Consorzio per l'Acquedotto Pugliese.